# Carlos Law
Carlos Law, cuyo nombre completo es Carlos Issac Guerrero de la Peña Muñoz, nació en la Ciudad de Toluca, Estado de México, un 12 de abril. Su carrera como cantante, compositor y productor ha logrado alcanzar distintos premios como: TVyNovelas, Premios Oye!, SACM (Sociedad de Autores y Compositores de México), así como su tema: Hacia el Sur ha sido seleccionado como: Himno Oficial del Sailing World Championships, celebrado en España en 2003. En Argentina obtuvo Disco de Oro con su tema: Gracias a Dios, interpretado por el Ganador de Operación Triunfo Argentina: Cristian Soloa. Las canciones de Carlos Law en coautoria con Pedro Dabdoub Mundo de caramelo y Andale Niña han sido temas principales de Telenovelas y su tema Me hace tanto bien fue el segundo sencillo del Disco Evolución de Alejandro Fernández, con quien ha compartido el escenario.
Como cantante fue integrante del Dueto U.N.O. junto con Pedro Dabdoub, bajo el sello Discográfico de UNIVERSAL MUSIC. Realizó diversas giras interpretando sus temas en el género de Huapango-Pop. Ha sido calificado por una importante revista como "Uno de los lanzamientos más esperandos del año".
Otros artistas como Edith Márquez, Dulce María, TOBBY, Eiza González y Cynthia Rodríguez, han grabado temas de su autoría, logrando altas ventas de discos.

## Historia
Sus padres son Carlos Guerrero de la Peña y Sandra Muñoz. Es el hermano mayor de la artista conocida como Linet de la Peña.
A los cinco años de edad, descubrió su gusto por la música tocando la guitarra y a los seis años compuso su primera canción.
Ingresó a la Universidad de la Música High Performance Music College, en la Ciudad de México, a la par del Centro de Educación Escénica Conceptos de Grupo Televisa, para realizar su formación profesional.
Comenzó a participar en diversas producciones de difusión nacional y estudió Arte Dramático para ser parte de algunos montajes teatrales.
Viajó a España para estudiar la licenciatura en Arreglo y Composición, dentro del Taller de Música de Barcelona, e hizo una maestría en Arte Flamenco, en la Fundación Cristina Heeren.
Mientras estudiaba, participó como cantante en las giras Universitarias de "Magno de Osborne", "El jazz viene del sur", "Arte y creación joven" y "El Festival de la Naciones".
Pinta y ha expuesto en Sevilla.
Su cuadro más valioso es en óleo De Arte Neo clásico.
Toca el piano desde los 3 años.

## Hacia el Sur
En el año 2003, su tema "Hacia el Sur", resultó ganador de un concurso internacional, para convertirse en el "Himno Oficial del Sailing World Champinships". Triunfo que le otorgó el reconocimiento del Gobierno de España.
El tema se editó en inglés y español para más de cien países.

## Regreso a México
El Gobierno del Estado de México le abrió las puertas para invitarlo al Festival Internacional de las Almas, donde fue autor del tema oficial.
Realizó la dirección musical de la obra de Teatro: "P@ssword, la clave de tu vida", en el que participaron importantes artistas como: Fernando Lima.
Su tema: "Mundo de Caramelo", interpretado por Danna Paola, se convirtió en un éxito, como tema principal de la telenovela "Atrévete a Soñar" de Televisa. Obtuvo el premio "Tvynovelas" (en la categoría de: Mejor Tema de Telenovela") y el premio "Oye". Logró altas ventas de discos, en los cuales incluía más canciones de su autoría como: "Pintando el amor", "Mariposa y sol" y "Te quiero tanto". 
Ganó el premio SACM, de la Sociedad de Autores y Compositores de México, con el tema: "Me hace tanto Bien", interpretado por Alejandro Fernández, siendo el segundo sencillo del disco "Evolución".

## U.N.O.
Formó el dueto U.N.O. (Que significa: Uniendo Nuestros Orígenes), junto Pedro Dabdoub. Ambos crearon el género musical: Huapango-Pop,
bajo el sello discográfico UNIVERSAL MUSIC. 
Para el lanzamiento del disco, el dueto creó: "Niña de mi corazón", que fue tema principal de la telenovela "Niña de mi corazón" (Producida por Pedro Damián).
El segundo sencillo del dueto fue el tema: "Me doy", alcanzando popularidad en la radio nacional.
El tercer sencillo es: "Al centro de mi Corazón".
Han realizado presentaciones en los festivales de radio más importantes de América Latina. Fueron invitados por Alejandro Fernández, para compartir el escenario en sus presentaciones y en su video "Revolución".

## Compositor y Productor
Carlos Law ha sido autor de temas para Edith Márquez, Dulce María, TOBBY, Cynthia Rodríguez, Aventura, Eiza González, entre otros.
Como productor, Carlos Law ha trabajado en temas y discos, bajo su propio sello discográfico: Zolar Musik.

## Premios
Premios Tvynovelas
| Año  | Categoría                | Tema              | Resultado |
| ---- | ------------------------ | ----------------- | --------- |
| 2010 | Mejor tema de Telenovela | Mundo de Caramelo | Ganador   |
| 2011 | Mejor tema de Telenovela | Ándale Niña       | Nominado  |

Premios Oye
| Año  | Categoría                                     | Tema              | Resultado |
| ---- | --------------------------------------------- | ----------------- | --------- |
| 2010 | Mejor tema de Telenovela, Programa o Película | Mundo de Caramelo | Ganador   |

Premios SACM
| Año  | Categoría                  | Tema                       | Resultado |
| ---- | -------------------------- | -------------------------- | --------- |
| 2011 | Tema más escuchado del año | Tu amor me hace tanto bien | Ganador   |